# Lycaeninae
Die Lycaeninae sind eine sehr große Unterfamilie der Bläulinge (Lycaenidae). Sie kommen weltweit mit etwa 4000 Arten in 500 Gattungen vor und beinhalten damit zwei Drittel aller Bläulingsarten. Einige früher verwendete Unterfamilien, wie etwa die Polyommatinae oder die Theclinae wurden als Tribus innerhalb der Lycaeninae eingegliedert. In Europa sind 136 Arten heimisch, 58 davon kommen auch in Mitteleuropa vor.

## Merkmale
Die vermuteten Autapomorphien, welche die Unterfamilien charakterisieren, sind die bei vielen Arten vorhandenen kleinen „Schwänzchen“ als Fortsätze der Flügelader CuA2. Zwar fehlt bei einigen Arten dieses Merkmal, bei diesen ist aber die nahe Verwandtschaft zu den geschwänzten Arten unumstritten. Die Hinterflügel werden in Ruhestellung bei einigen Arten kreisförmig bewegt, was Fressfeinde in Kombination mit den Schwänzchen zum Angriff auf diesen vermeintlichen Kopf der Tiere verleiten soll. Manche Arten der Charaxinae (etwa Charaxes jasius) und Würfelfalter (Riodininae) bewegen ihre Hinterflügel zwar auch, die Bewegungen unterscheiden sich aber von denen der Lycaeninae.
Die Raupen besitzen Drüsen, die Honigtau aussondern können. Die Arten der Tribus Lycaenini und Theclini besitzen diese nicht, es wird aber vermutet, dass sie im Laufe der Zeit wieder zurückgebildet wurden.

## Lebensweise
Die Raupen der Lycaeninae fressen insgesamt an einer sehr großen Bandbreite an Nahrungspflanzen, viele von ihnen gehören zur Unterklasse der Rosenähnlichen (Rosidae). Daneben gibt es aber eine Reihe von Arten, die sich zumindest in manchen Entwicklungsschritten räuberisch, beispielsweise von Pflanzenläusen ernähren. Viele leben myrmekophil mit oder auch von Ameisen bzw. deren Brut. Es gibt eine Reihe von Arten, die als Schädlinge an Blüten, Früchten oder Samen auftreten, wie beispielsweise der in Europa eingeschleppte Pelargonien-Bläuling (Cacyreus marshalli).

## Taxonomie

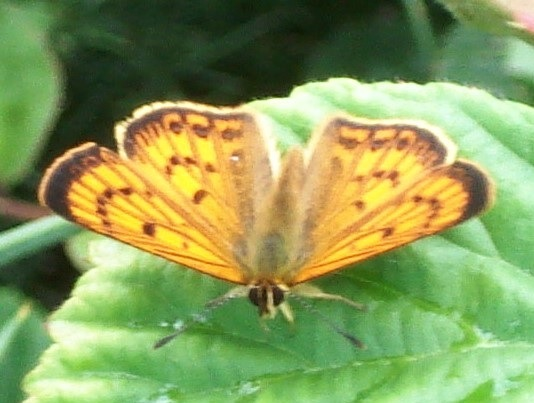
Lycaena rauparaha (von der Westküste der Südinsel Neuseelands)

Die Lycaeninae können in zwei Tribus aufgegliedert werden 
- Heliophorini
  - Heliophorus
  - Iophanus
  - Melanolycaena
- Lycaenini
  - Athamanthia
  - Gaeides
  - Hyrcanana
  - Lycaena
  - Phoenicurusia

## Belege